# Rudolf Spoor
Rudolf Michiel Spoor (Heemstede, 16 augustus 1938 – Deventer, 23 mei 2024) was een Nederlands televisieregisseur, die vooral evenementen voor zijn rekening nam.

## Biografie
Spoor, lid van de familie Spoor, verbleef na de MULO een jaar in het Engelse Woking om zijn schrijf- en spreekvaardigheid in de Engelse taal op een hoger peil te brengen. Daarna deed hij in de avonduren een studie aan de Fotovakschool. Daarnaast had hij interesse in ruimtevaart en raketten; zo vuurde hij in Zandvoort een zelfgemaakte raket af.
Na zijn militaire dienstplicht begon hij als kabelsleper bij de NTS.
Spoor begon 1960 zijn loopbaan als cameraman. In 1962 was hij cameraman bij de televisie-uitzending van de uitvaart van koningin Wilhelmina.
Nadat hij een advertentie had gelezen in de Elsevier, vroeg hij een sollicitatiegesprek aan bij Carel Enkelaar. Daarna volgde hij voor een jaar een regiecursus. Zijn eerste grote regieklus was het televisieverslag van de eerste maanlanding. 
Hij was tot 2002 regisseur bij de NOS en wordt ook wel hofregisseur genoemd. Deze bijnaam kreeg hij officieel op 29 april 1993, toen hij werd benoemd tot ridder in de Orde van Oranje-Nassau. Hij had de televisieregie bij veel Prinsjesdagen en Koninginnedagen. Daarnaast was Spoor zo'n 20 jaar de regisseur van de landelijke intocht van Sinterklaas. 
Hij deed onder andere de tv-regie bij het kerkelijk huwelijk van kroonprins Willem-Alexander en prinses Máxima op 02-02-2002 en was als zodanig verantwoordelijk voor het shot van 'de traan van Máxima'. Voor zijn medewerking aan de tv-uitzendingen over de koninklijke familie kreeg hij op 26 juni datzelfde jaar het Erekruis in de Huisorde van Oranje.
In 2008 was Spoor nauw betrokken bij de plaatselijke tv-registratie van de kroning van de koning van Bhutan. Ten slotte was hij als regisseur betrokken bij de televisie-uitzending op 28 januari 2013, waarin koningin Beatrix haar aftreden bekendmaakte.
Spoor overleed in 2024 op 85-jarige leeftijd in zijn woonplaats Deventer.